# Bjarne Ansbøl
Bjarne Amorøe Ansbøl (født 3. juli 1937 i København) var en dansk bryder som ved VM i Toledo, USA, i 1962 vandt sølv. Deltog ved OL i Rom 1960.